# Pachymenes viridipes
Pachymenes viridipes är en stekelart som först beskrevs av Cameron.  Pachymenes viridipes ingår i släktet Pachymenes och familjen Eumenidae. Inga underarter finns listade i Catalogue of Life.